# Mulțimea simetricelor

O elipsă (cu roșu), evoluta sa (cu albastru) și axa sa mediană (cu verde). Mulțimea simetricelor, o supramulțime a axei mediane, sunt segmentele verde și galben. Este afișat și un cerc bitangent.

În geometrie mulțimea simetricelor este o metodă de reprezentare a simetricelor locale față de o curbă și poate fi folosită ca metodă de reprezentare a formei obiectelor prin găsirea scheletului topologic. Axa mediană, o submulțime a mulțimii simetricelor este un set de curbe care se desfășoară aproximativ de-a lungul mijlocului unui obiect.

## În 2 dimensiuni
Fie {\displaystyle I\subseteq \mathbb {R} } un interval deschis și {\displaystyle \gamma :I\to \mathbb {R} ^{2}} parametrizarea unei curbe plane netede.
Mulțimea simetricelor lui {\displaystyle \gamma (I)\subset \mathbb {R} ^{2}} este definită ca fiind închiderea mulțimii cercurilor tangente la curbă în cel puțin două puncte (cercuri bitangente).
Mulțimea simetricelor va avea puncte de capăt care corespund vârfurilor curbei. Astfel de puncte vor fi situate în punctele de întoarcere ale evolutei. În astfel de puncte curba va avea 4 puncte de contact cu cercul.

## Înndimensiuni
Pentru o varietate netedă din dimensiunea m în {\displaystyle \mathbb {R} ^{n}} (este nevoie ca {\displaystyle m<n}). Mulțimea simetricelor varietății este închiderea centrelor hipersferelor tangente la varietate în cel puțin două locuri diferite.

## Ca bifurcare a mulțimii
Fie {\displaystyle U\subseteq \mathbb {R} ^{m}} un domeniu deschis sumplu conex și {\displaystyle (u_{1}\ldots ,u_{m}):={\underline {u}}\in U}. Fie {\displaystyle {\underline {X}}:U\to \mathbb {R} ^{n}} o parametrizare a unei părți netede a varietății.
Se poate defini o familie de parametri n de funcții pe curbă, anume
{\displaystyle F:\mathbb {R} ^{n}\times U\to \mathbb {R} \ ,\quad {\mbox{where}}\quad F({\underline {x}},{\underline {u}})=({\underline {x}}-{\underline {X}})\cdot ({\underline {x}}-{\underline {X}})\ .}
Această familie se numește familia de funcții de distanțe la pătrat. Aceasta deoarece pentru {\displaystyle {\underline {x}}_{0}\in \mathbb {R} ^{n}} fixă, valoarea {\displaystyle F({\underline {x}}_{0},{\underline {u}})} este pătratul distanței de la {\displaystyle {\underline {x}}_{0}} to {\displaystyle {\underline {X}}} la {\displaystyle {\underline {X}}(u_{1}\ldots ,u_{m}).}
Mulțimea simetricelor este atunci mulțimea de bifurcare a familiei de funcții de distanțe la pătrat. Adică este mulțimea {\displaystyle {\underline {x}}\in \mathbb {R} ^{n}} astfel încât {\displaystyle F({\underline {x}},-)} are o singularitate repetată pentru unele {\displaystyle {\underline {u}}\in U.}
Prin singularitate repetată se înțelege că matricea jacobiană este singulară. Deoarece există o familie de funcții, aceasta este echivalentă cu {\displaystyle {\mathcal {r}}F={\underline {0}}}.
Mulțimea simetricelor este atunci mulțimea {\displaystyle {\underline {x}}\in \mathbb {R} ^{n}} astfel încât să existe {\displaystyle ({\underline {u}}_{1},{\underline {u}}_{2})\in U\times U} cu {\displaystyle {\underline {u}}_{1}\neq {\underline {u}}_{2}}, iar
{\displaystyle {\mathcal {r}}F({\underline {x}},{\underline {u}}_{1})={\mathcal {r}}F({\underline {x}},{\underline {u}}_{2})={\underline {0}}}
împreună cu punctele limită ale acestei mulțimi.